# 마키 요코
마키 요코(真木 よう子, 1982년 10월 15일 ~)는 일본의 배우이다. 지바현 인자이시에서 태어났으며, 소속사는 플라잉 박스이다.
2006년, 《유레루》로 제30회 야마지 후미코 영화제에서 신인여우상을 받았다.

## 출연

### 드라마
- 2003년 《가오 제9화》
- 2004년 《검은 가죽 수첩 제5,6화, 최종화》
- 2005년 《1%의 기적》 김다현 역 (더빙) - 원작 : 《1%의 어떤 것》
- 2006년 《시효경찰 제8화》
- 2007년 《우리들의 교과서》
- 2007년 《풍림화산》 - 미루히메 역
- 2007년 《SP》
- 2008년 《로스 타임 라이프》
- 2008년 《주간 마키 요코》
- 2008년 《워킹 버터플라이》
- 2010년 《료마전》
- 2011년 《그, 남편, 남자친구들》
- 2012년 《운명의 인간》
- 2012년 《늦게 피는 해바라기~나의 인생, 리뉴얼~》
- 2013년 《최고의 이혼》
- 2014년 《MOZU Season1~때까치 우는 밤~》
- 2014년 《MOZU Season2~환상의 날개~》
- 2015년 《문제 있는 레스토랑》

### 영화
- 2001년 《드럭》
- 2003년 《배틀로얄 2: 레퀴엠》
- 2004년 《불량공주 모모코》
- 2004년 《연애소설》
- 2005년 《박치기!》
- 2005년 《주온》
- 2005년 《인더풀》
- 2005년 《섬머 타임머신 블루스》
- 2005년 《도쿄 프렌즈》
- 2006년 《베로니카 죽기로 결심하다》
- 2006년 《유레루》
- 2006년 《도쿄 프렌즈 더 무비》
- 2006년 《우동》
- 2006년 《패스트 앤 퓨리어스: 도쿄 드리프트》
- 2008년 《플라잉 래빗츠》
- 2010년 《SP 더 모션 픽처 야망편》
- 2011년 《SP 더 모션 픽처 혁명편》
- 2011년 《모테키》
- 2011년 《하드 로맨티커》
- 2012년 《츠야의 밤 : 어느 사랑에 관련된 여자들의 이야기》
- 2012년 《외사경찰》
- 2012년 《스짱, 마이짱, 사와코상》
- 2013년 《그렇게 아버지가 된다》
- 2013년 《안녕, 계곡》
- 2014년 《붓다 2》
- 2014년 《무명인》
- 2015년 《모즈》
- 2015년 《바람에 맞선 사자》
- 2015년 《내 머리속의 포이즌베리》 - 사쿠라이 이치코 역
- 2015년 《금붕어, 여자》
- 2016년 《태풍이 지나가고》 - 쿄코 역
- 2016년 《우리 삼촌》 - 이나바 에리 역
- 2018년 《용길이네 곱창집》 - 시즈카 역
- 2018년 《고독한 늑대의 피》 - 타카기 리카코 역
- 2022년 《한 남자》 - 키도 카오리 역
- 2023년 《지겐 다이스케》 - 아딜 역

### TV 애니메이션
2008년
- 미치코와 핫친(미치코)

### 게임
- 용과 같이 6: 생명의 시 - 카사하라 키요미 역

### 뮤직 비디오
- 스챠다라파 〈라이쓰 카메라 액션〉 (2008년)